# Sværdskovlilje
Sværdskovlilje (Cephalanthera longifolia), eller Sværd-skovlilje,  er en rhizomatøs urteagtig flerårig plante i Gøgeurt-familien. Det er hjemmehørende i lys skov og udbredt i hele Europa, Asien og Nordafrika fra Irland og Marokko til Kina.

## Beskrivelse
Sværdskovlilje  når i gennemsnit en højde på 20 - 60 centimeter under typiske forhold. Denne orkidé har flere oprejste og glatte stængler. Bladene er mørkegrønne, lange og snævert tilspidsede (heraf det almindelige navn "sværdbladet helleborine"). Blomsterstanden bærer, 5-20 blomstrende pigge med de klokkeformede blomster stigende i en skrå spiral. Blomsterne er hvide, cirka 1 cm  lang, med en gulkantet læbe (labellum) og de åbner normalt kun i løbet af de varmeste og lyseste timer på dagen. Den blomstrer fra april til juni, afhængigt af placering og højde. Frugten er en tør kapsel, og det støvlignende frø spredes af vinden.
Et usædvanligt kendetegn ved denne art er, at nogle individer er achlorophylløse (mangler grønt pigment) og tager al deres ernæring fra mykorrhizale svampe.

## Økologi
Blomsterne bestøves af enlige jordbier. Blomsterne producerer lidt nektar, og det gullige støv på læben, som insekterne opsamler, er af ringe næringsværdi. Pollen samler sig i to pollinia (pollen samlet i en masse), der klæber til hårene på biens ryg.
Cephelanthera longifolia er sårbar over for græsning af rådyr.

## Udbredelse
Sværdskovlilje er almindelig i nogle dele af sit europæiske område, såsom det sydlige Frankrig og Spanien, men truet især i de nordlige områder som Belgien. I Storbritannien og Irland er det en ganske usædvanlig  art i tilbagegang, og der udføres bevaringsarbejde på en række steder for at beskytte den (se også Galley Down Wood ). I 2007 blev den opført som en prioriteret art under den britiske handlingsplan for biodiversitet. 
Bestanden i Danmark er i tilbagegang og den regnet som en truet art på den danske rødliste

## Levested
Sværdskovlilje vokser normalt i fugtige skovområder (hovedsagelig eg og bøg), ved skovkanter og klippefyldte skråninger. De foretrækker kalkholdig jord og påvelegnede steder i o- 1.400 moh.
Denne art var engang almindelig, da skove blev brugt til græsning af husdyr, men er nu truet af tilgroning af større planter. Da blomsterstandene spises af hjorte, trues sværdskovlilje også af stigningen i hjortebestandene efter udryddelse af store rovdyr som ulv og bjørn i mange dele af Europa.

## Galleri
- Hele planten
- Nærbillede på en blomst
- Blomst
- Blomsterstand
- Blade
- Blomsterstand